# سعيد سعيود
سعيد سعيود (1969 ولاية سكيكدة) هو وزير للنقل منذ 18 نوفمبر 2024.

## المناصب السابقة
شغل سعيود عدة مناصب سابقة إطارًا مركزيًا في وزارة السكن، كما تولى منصب المدير العام لعدد من دواوين الترقية والتسيير العقاري، خاصة في ولايتي الجزائر والبليدة، ثم شغل منصب والي منتدب للمقاطعة الإدارية لحسين داي.
وكان آخر منصب تقلده قبل تعيينه وزيراً للنقل هو والي ولاية وهران، وذلك منذ سنة 2021، بعد أن كان واليًا على ولاية سعيدة.